# Trochosa mundamea
Trochosa mundamea är en spindelart som beskrevs av Roewer 1960. Trochosa mundamea ingår i släktet Trochosa och familjen vargspindlar. Inga underarter finns listade i Catalogue of Life.